# 康朴生物医药
康朴生物医药技术（上海）有限公司简称“康朴生物医药”，是一家创新生物医药企业，主要业务包括分子胶蛋白质泛素化及其降解技术和X-Synergy®新药联用技术平台，2020年曾在美国癌症研究协会(AACR)发表旗下KPG-818以及KPG-121临床前研究结果。

## 历史
2011年1月，康朴生物医药在中国上海成立。
2018年6月，康朴生物医药完成A轮融资，北极光创投独家投资。
2019年8月，康朴生物医药完成近亿元人民币Pre-B轮融资。本轮由深圳国中创业投资管理有限公司、上海复容投资有限公司共同投资，现有投资机构北极光创投继续参与投资。
2020年12月，康朴生物医药获得“中国健康新势力企业·化学制剂行业新势力企业”奖项，该奖项由人民网、无锡市人民政府指导，人民健康、无锡市科学技术局和无锡国家高新技术产业开发区共同主办，无锡国际生命科学创新园、火石研究院和中国医疗健康产业投资50人论坛共同协办。
2021年5月，康朴生物医药完成B轮融资，由龙磐投资领投，沂景资本、赛盈资本、农银国际、中关村开元资本、锐合资本等共同参与。